# Tratado de Libre Comercio entre Corea del Sur y Perú
El Tratado de Libre Comercio entre Corea del Sur y Perú es un acuerdo de libre comercio firmado entre los gobiernos de Corea y Perú el 21 de marzo de 2011 en Seúl, Corea del Sur. El 6 de julio de 2011, el Gukhoe (Parlamento de Corea) dirigido por el Hannara Dang (Gran Partido Nacional) de Lee Myung-bak aprobó una ley para ratificar el acuerdo y concluir el proceso de establecer un segundo TLC entre Corea del Sur y Perú. El TLC no tuvo que ser ratificado por el Congreso de la República del Perú, dirigido en ese año por el segundo Gobierno de Alan García Pérez.

## Historia
En el año 2005, durante una reunión del APEC celebrada en Busan, Perú propuso a Corea del Sur el establecimiento de un acuerdo de libre comercio entre las dos naciones. En noviembre de 2006, los dos países acordaron formar un grupo de estudio para desarrollar el potencial del Tratado de Libre Comercio (TLC). El estudio se inició en octubre de 2007 en Lima y concluyó la primavera de 2008 en Seúl. A lo largo de 2009, se celebraron cuatro reuniones de negociación, tanto en Lima como en Seúl. El anuncio sobre la conclusión de las negociaciones fue el 30 de agosto de 2010. El TLC sería firmado a lo largo de 2011.

## Aspectos principales
El objetivo del acuerdo de libre comercio es el de eliminar la mayoría de las tarifas en más de diez años, con la excepción de 107 productos agrícolas y marinos, como el arroz, la carne, la cebolla y el ajo. Para Corea, las industrias automotrices, electrónicas y de electrodomésticos podrán disfrutar de la mayor parte de los beneficios. Por el lado peruano, los principales productos de exportación son el cobre, zinc, plomo, hierro y sus concentrados, además de moluscos, calamares congelados, harina de pescado, café y textiles. Según el ministerio peruano de Comercio, el TLC está formado por los siguientes aspectos:
1. Trato nacional y acceso a mercados
2. Reglas y procedimientos de origen
3. Defensa Comercial
4. Obstáculos técnicos al comercio
5. Medidas de higiene
6. Aduanas y servidumbre del comercio
7. Comercio de servicios
8. Telecomunicaciones
9. Entrada temporal de personas de negocios
10. Servicios financieros
11. Inversión en Investigación
12. El comercio electrónico
13. Propiedad intelectual
14. Las políticas de competencia
15. Compras Públicas
16. La Cooperación y el fortalecimiento de las capacidades comerciales
17. Trabajo
18. Ambiente
19. Controversias asentamientos
20. Cuestiones institucionales

## Acuerdo de la doble tributación
El 8 de julio de 2011, los dos países firmaron un acuerdo para evitar la doble tributación, que también tiene como objetivo a perseguir la evasión de impuestos. Con el acuerdo, las deducciones de impuestos subirían al 10 % sobre los dividendos en el país en el que se generaron y los intereses subirían un 15 %. El gobierno de Corea del Sur tiene como objetivo aliviar las actividades de las empresas coreanas que entran en el sector de la minería en el país sudamericano, rico en recursos mineros.